# Stolpe (Berlin)

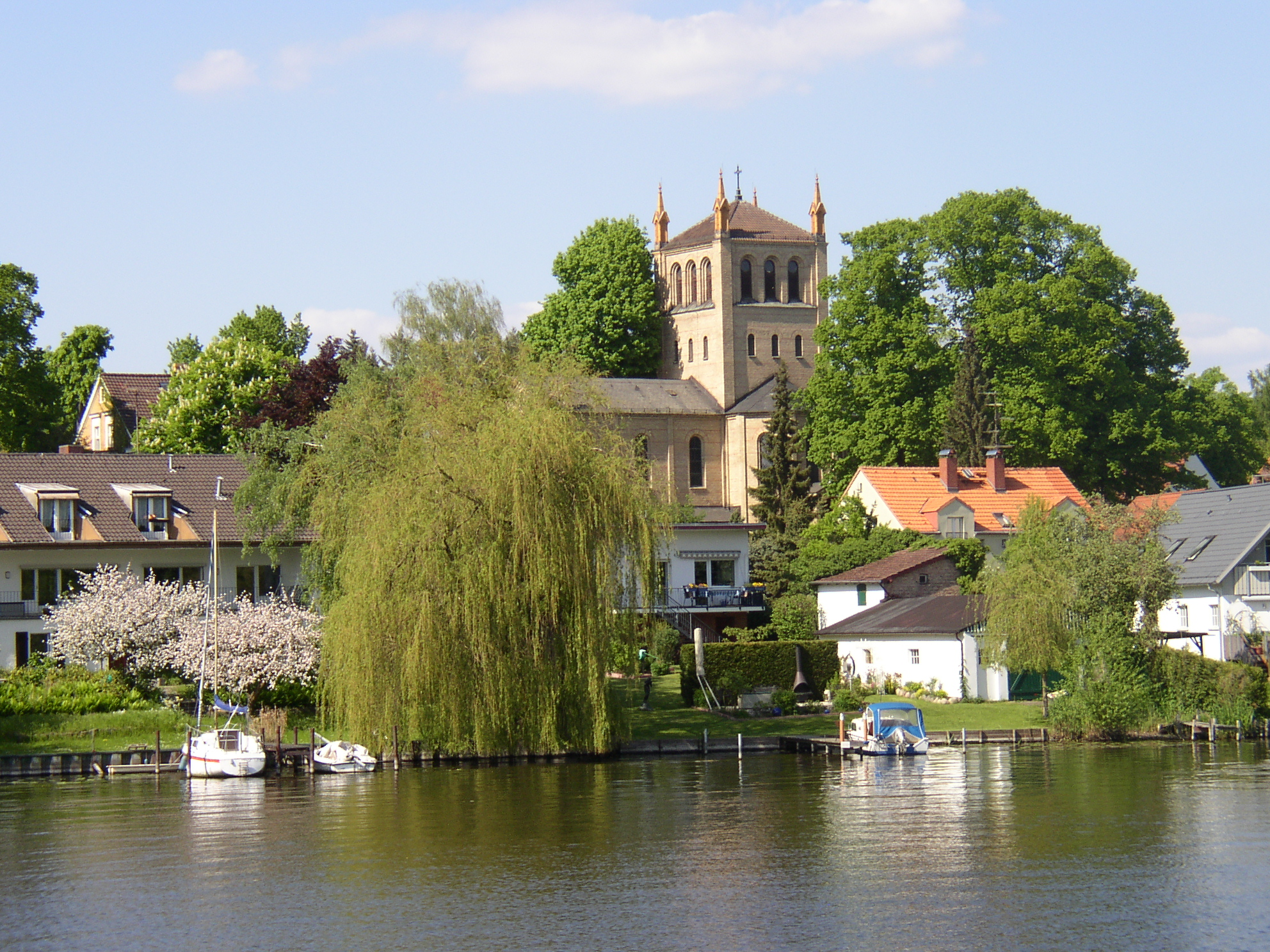
Zachodnia część Stolpe

Stolpe – dawna wieś na zachodnich przedmieściach Berlina, położona w dzielnicy Wannsee, w okręgu administracyjnym Steglitz-Zehlendorf.